# Chumash Peak
Il Chumash Peak è un neck alto 386 m situato a nord-ovest di San Luis Obispo, città californiana della contea di San Luis Obispo. Il rilievo fa parte della catena di neck chiamata Nine Sisters ed è situato tra il Cerro Romauldo a est e il Bishop Peak a ovest.
Grazie agli sforzi di Louisiana Dart, curatrice del museo della contea di San Luis Obispo, nel 1964 il rilievo è stato battezzato con il suo attuale nome in onore della tribu indiana Chumash che in passato viveva nell'area delle Nine Sisters.
Negli anni settanta, Chumash Peak è stato utilizzato come cava per materiali che sono serviti nella costruzione di nuovi edifici del campus del vicino Cuesta College. Attualmente non è possibile avere accesso al rilievo.